# 马蹄莲
馬蹄蓮（學名：Zantedeschia aethiopica），为天南星科馬蹄蓮屬植物，在臺灣海芋亦指馬蹄蓮。其种加词“aethiopica”意为“埃塞俄比亚的”。

## 形态
在雨量與氣溫適應的地方是多年生草本植物，在有旱季的地方是落葉植物。可長到1—2.5（3英尺3英寸—8英尺2英寸）高。
地下具有根状茎，心状卵形叶子基生；初夏抽肉穗花序，外面有漏斗状白色或乳色的佛焰苞，形状似花冠，很美丽。

## 分布

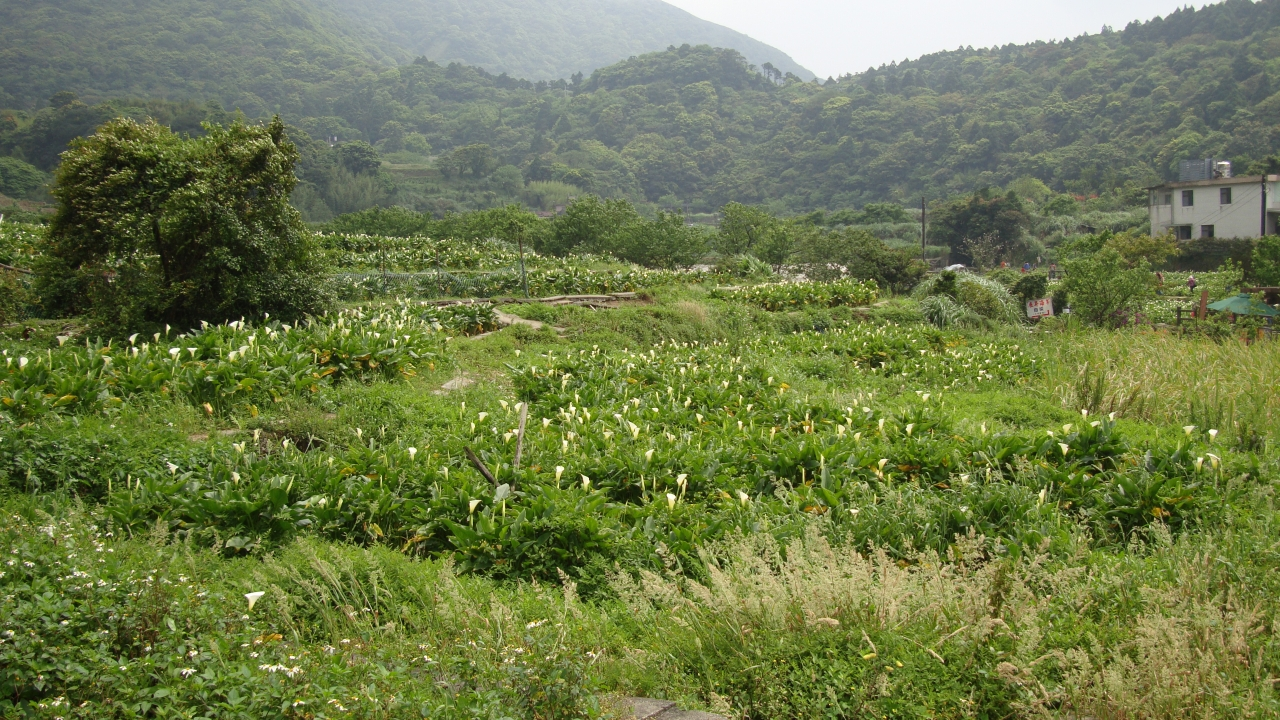
臺灣竹子湖的

常見的觀賞性植物，原產於非洲南部南非、莱索托、斯威士兰等國。在中国大陸的四川、北京、福建、江苏、云南與陕西，以及台灣台北市北投區的竹子湖等地均有栽培。